# Nigenkin
El nigenkin és un instrument de corda pinçada, característic de la música tradicional japonesa. En la classificació Hornbostel-Sachs, és un cordòfon del tipus cítara de mig tub. Com el seu nom indica [nigen: dues cordes i kin: cítara] és un terme genèric que fa referència a una cítara de dues cordes. Molt possiblement deriva de l’ichigenkin, cítara d’una sola corda.

## Història
Va ser concebut originalment en la dècada de 1820 per Nakayama Kotonushi, com a instrument ritual utilitzat en la música religiosa del gran santuari xintoista d'Izumo Taisha. És per això que inicialment va anomenar-se izumogoto [koto - Izumo] o tamagoto [koto - joies]. Posteriorment va passar a dir-se preferentment yakumogoto [koto – vuit núvols] pel nom d'una de les principals composicions del seu repertori: Yakumo Furi [melodia dels vuit núvols].
Durant la dècada de 1870 Tosha Rosen, intèrpret de yakumogoto, va començar a utilitzar l’instrument per a interpretar música secular i peces populars de l'època, com la música geza pel teatre kabuki. Rozen va desvincular l’instrument del repertori xintoista i va crear nova versió anomenada azumaryû nigenkin [cítara de dues cordes de l'escola oriental], per estar ubicada a Tòquio. A diferència del seu predecessor, la part inferior està oberta i té menys ornamentació. Aquest instrument no gaire freqüent es coneix genèricament com a nigenkin.

## Descripció
L'instrument consisteix en una taula corbada en forma de mig tub i d’una mica més d’un metre de llargada, sobre la qual es disposen dues cordes de seda amb dos petits ponts mòbils, a banda i banda. Les cordes s'ajusten a l’uníson per mitjà de dues grans clavilles que sobresurten verticalment des de l'extrem de la caixa. Sobre la taula superior estan marcades 31 osques [ki], que serveixen com a punt de referència [tsubo] per al major nombre de posicions.
Una taula inferior amb dos forats permet l'emissió del so, sovint en forma de mitja lluna i circumferència. La decoració consisteix en cordons trenats amb borles o denes de vidre o fusta. L’instrument reposa sobre una estructura lleugera consistent en dues costelles i un travesser, també de fusta. Originalment, el cos del nigenkin estava constituït per dos grans troncs de bambú. Més tard es va substituir per taules de fusta de la paulònia (paulownia tomentosa). Per recordar la factura original, les costelles que sostenen l’instrument tenen la forma de la secció dels nodes de bambú. El pes del nigenkin és poc més d’un quilogram i és, per tant, un instrument fràgil.

## Interpretació
Per tocar el nigenkin es necessiten dos accessoris, un didal en forma d’ungla fet d’ivori per l’índex de la mà dreta, i un didal tubular pel dit cor de la mà esquerra [rokan]. Les cordes es polsen per pinçament o en glissando. Un ampli repertori ha sobreviscut, però rarament s’interpreta. Resten 95 obres originals per a azumaryû nigenkin compostes per Tosha Rosen, inclouen també cançons populars. Actualment l’intèrpret canadenc Randy Raine-Reusch el segueix tocant i ampliant el repertori.